# Sud-Ouest S.O.9050
Die Sud-Ouest S.O.9000/9050 ist ein französisches Versuchsmilitärflugzeug aus den 1950er-Jahren. Ende der 1940er-Jahre hatten die Entwicklungsarbeiten für diesen Überschall-Abfangjäger mit Mischantrieb begonnen. Ein ähnliches Konzept wurde bei Dassault Aviation mit der MD.550 Mirage verfolgt.
Im März 1953 startete der Prototyp S.O.9000 Trident zum Erstflug. Die einsitzige Maschine besaß einen Rumpf in Sandwichbauweise, in dessen Heck ein Dreikammer-Raketentriebwerk SEPR-481 mit 4400 kilopond (kp) eingebaut war. An den Enden der trapezförmigen Flügel mit extrem dünnem Profil befanden sich anfangs zwei Leichtbauturbinen Turboméca Marboré, die später durch zwei Armstrong Siddeley Viper (je 770 kp) ersetzt wurden. Die Maschine besaß keine Querruder, dafür aber über den ganzen Flügel reichende Landeklappen. Die Funktion der Querruder übernahm das ungedämpfte, mit stark negativer V-Stellung versehene Höhenleitwerk mit.
Im  Jahre 1955 folgte die kleinere S.O.9050 Trident II, die allerdings eine größere Flügeltiefe aufwies. Sie startete am 19. Juli 1955 zum Erstflug und zeigte insgesamt die erwarteten Leistungen, so dass man den Bau einer Nullserie vorzubereiten begann. Im Mai 1957 stürzte die Trident II bei einem Testflug ab, woraufhin die Serie storniert wurde. Nach Fertigstellung einer letzten, als Trident III bezeichneten Maschine wurde das gesamte Projekt abgebrochen, da sich mit der Mirage III ein geeignetes Muster durchgesetzt hatte.

## Technische Daten
| Kenngröße              | Daten S.O.9050 Trident II                                                                                      |
| ---------------------- | --- |
| Besatzung              | 1 |
| Länge                  | 14,00 m |
| Spannweite             | 8,20 m |
| Höhe                   | 3,70 m |
| Flügelfläche           | 9,20 m² |
| Flügelstreckung        | 7,3 |
| Leermasse              | 2.625 kg |
| Startmasse             | 5.000 kg |
| Höchstgeschwindigkeit  | 2.340 km/h in 24.000 m                                                                                         |
| Steigzeit auf 15.000 m | 2:30 min |
| Gipfelhöhe             | 24.000 m |
| Triebwerke             | 2 TL Turbomeca Gabizo, je 1.100 kp ohne und je 1.500 kp mit Nachbrenner; 1 Raketentriebwerk SEPR 631, 3.400 kp |
| Bewaffnung             | 1 Lenkrakete Luft-Luft                                                                                         |